# 王敬蕘
王敬荛，唐朝末年至五代十国后梁将领，颍州汝阴县（今安徽省阜阳市颍州区）人。
王敬荛世代为州牙将。唐僖宗乾符初年，为本州都知兵马使。王仙芝等攻打汝州、颍州，刺史不能自固，王敬荛于是取代他，不久正式任命为颍州刺史，加检校右散骑常侍。王敬荛为人相貌魁梧，勇武有力，善用铁枪，重三十斤。当州境饥馑，黄巢数十万众在州南结寨，王敬荛极力抗御，十几天黄巢退走。颍州与淮西为邻境，多次被秦宗權所攻，王敬荛力战相拒。秦宗权再派刁君务率军万众来攻，王敬荛列杀敌，保全城池。秦宗权攻陷河南诸州，只有颍州不下，于是颍州旁诸州百姓，都依附王敬荛避敌。当时，河南残破，独颍州户二万。朱温攻淮南，经过颍州，王敬荛供馈颇厚，朱温大喜。乾宁二年（895年），表奏为沿淮上下都指挥使。乾宁四年（897年）冬，梁兵攻吴大败，庞师古死在清口，败兵逃归，路过颍州，天降大雪，士卒饥冻，王敬荛沿淮河积薪烧火，城中作粥、饼相待，士卒赖其得活，朱温表奏王敬荛知武宁军节度、徐宿观察留后，数月后，朝廷正式任命为武宁军节度使。天复二年（902年），担任右龙武统军。天祐三年（906年），转任为左卫上将军。朱温取代唐朝称帝，开平元年（907年）八月，因病致仕，在家中去世。